# Felix Bondi
Felix Eliyahu Bondi (geboren 26. Oktober 1860 in Dresden; gestorben 17. Januar 1934 ebenda) war ein deutscher Rechtsanwalt, Notar und Kunstsammler.

## Leben

Urnengrab der Familie Dr. Felix Bondi auf dem Urnenhain Tolkewitz

Er war der Sohn des Juristen, Bankiers und Kommerzienrates Joseph Bondi (1818–1897) und dessen zweiter Ehefrau Julie geborene Gottschalk. Felix Bondi wurde in seiner Heimatstadt Dresden Rechtsanwalt und Notar. Nach dem Tod des Vaters 1897 wurde er Teilhaber des Bankhauses Bondi & Maron in Dresden.
Ehrenamtlich war Felix Bondi als Richter am deutsch-französischen Schiedsgerichtshof in Paris tätig. Er war Mitherausgeber von Staub’s Praxis der Finanzierung 1929 und des Nachtrages von 1932. Außerdem schrieb er für mehrere juristische Zeitschriften. Ferner war er Mitglied mehrerer Aufsichtsräte und auf vielen Gebieten gemeinnützig und als Mäzen tätig. Felix Bondi gehörte dem Sächsischen Kunstverein und der Dresdner Kunstgenossenschaft an und war Mitbegründer des Dresdner Museumsvereins. Außerdem war er als Kunstsammler bekannt. Seine Sammlung war in der Villa Comeniusstraße 33 untergebracht und ging in der Zeit des Nationalsozialismus durch den Bombenangriff am 13./14. Februar 1945 größtenteils verloren. Zuletzt lebte er in Dresden-Weißer Hirsch, Niddastraße 9.
Sein Grabmal befindet sich im Urnenhain in Dresden-Tolkewitz, Wehlener Straße.

Gedenktafeln für Felix und Anna Bondi
Gedenktafel für die Söhne Herbert und Erich
Gedenktafel für Fanny Engelmann, Mutter von Anna Bondi

## Familie
Er war verheiratet seit 1890 mit Anna geborene Engelmann aus Olmütz. Ihr gemeinsamer Sohn Herbert Leopold (1891–1914) starb im Ersten Weltkrieg an einer Schussverletzung; der Sohn Erich Hellmut (1903–1922) starb ebenfalls jung. Der Sohn Joseph Werner (1898–1977) war Ingenieur. Die Tochter Lalla war mit Gert Caden verheiratet. Die Tochter Sofie heiratete am 29. Mai 1923 in Wien Karl Isaak; dazu verfasste Felix Bondi die Festschrift Ein fröhliches Buch, die bei Nathan Kaufmann in Frankfurt am Main in Druck erschien.